# Jopen Koyt
Jopen Koyt is een Nederlands bier van hoge gisting.
Het bier wordt gebrouwen in Brouwerij Jopenkerk te Haarlem. 
Het is een roodbruin bier met een alcoholpercentage van 8,5%. Het zou gebrouwen zijn volgens een recept uit 1407. Deels is het recept gebaseerd op het in de late middeleeuwen populaire kuitbier.

## Prijzen
- European Beer Star 2009 – Gouden medaille in de categorie Herb and Spice Beer
- European Beer Star 2011 – Zilveren medaille in de categorie Herb and Spice Beer